# Jonquières (Vaucluse)
Jonquières è un comune francese di 4 505 abitanti situato nel dipartimento della Vaucluse nella regione della Provenza-Alpi-Costa Azzurra.

## Società

### Evoluzione demografica
Abitanti censiti